# Минералогический музей имени Евгения Лазаренко
Минералогический музей имени Евгения Лазаренко (укр. Мінералогічний музей імені Євгена Лазаренка) — музей в городе Львов (Украина), структурная единица геологического профиля, созданная на базе минералогических коллекций. Минералогический музей был основан в 1852—1853 годах профессором естественной истории, ботаником, Гиацинтом Лобажевским. В 1999 году музею было присвоено имя академика, доктора геолого-минералогических наук, Евгения Лазаренко, бывшего в течение 12 лет (с 1951 по 1963 год) ректором Львовского университета.
Минералогический музей является структурным подразделением Львовского национального университета имени Ивана Франко.

## Экспозиция
Музейная экспозиция насчитывает более 14 000 образцов минералов из геологических образований Украины, а также государств Европы, Азии, Америки, Африки и Австралии. Гордостью музея являются уникальные экспонаты минералов из Забайкалья, Волыни, Урала и Средней Азии. Главенствующее место в музее занимает стационарная экспозиция, состоящая из четырёх разделов, соответствующих главным направлениям в современной минералогии и большинству минералогических курсов, которые читают в высших учебных заведениях страны:
- Общая минералогия — подобраны образцы минералов, которые лучше всего характеризуют особенности конституции (изоморфизм, полиморфизм и др.), морфологии кристаллов минералов, их закономерных сростков и агрегатов, некоторых физических свойств (спайность, твердость, блеск, цвет и т. д);
- Генетическая минералогия — выставлены минералы, образованные в результате магматических, пегматитовых, пневматолитово-гидротермальных и метасоматических, метаморфических, гипергенных и осадочных процессов. Специальные витрины посвящены онтогении и филогении минералов, а также синтетическим соединениям;
- Систематическая минералогия — коллекции минералов размещены согласно их кристаллохимической классификации. Каждый вид минерала представлен образцами, отражающими их индивидуальные особенности и различные парагенетические ассоциации;
- Региональная минералогия — выставлены минералы из различных геологических образований и месторождений Украины, Кавказа, Закавказья, Приморья, Кольского полуострова, Урала и Приуралья, Забайкалья, Алтая, Канады, Словакии, Венгрии, стран бывшей Югославии

В музее представлены и новые минералы, открытые в течение последних десятилетий, а также редкие минералы или их разновидности, которые были обнаружены на территории Украины.
Временные экспозиции — тематические и систематические, или посвящённые знаменитым событиям и датам. Среди них наибольший научный интерес представляет тематическая витрина «Метеориты и тектиты мира», открытая в 1999 году, в которой подобрана коллекция метеоритов из различных регионов мира. Экспозиция дополнена иллюстративным материалом о минеральном составе, строении и текстурно-структурных особенностях метеоритов.
Минералогический музей служит не только базой для учебного процесса и ведения научных исследований, его также активно используют для популяризации знаний в области геологии и минералогии.